# Contratto (programma televisivo)
Contratto è stato un programma televisivo italiano di genere talk show, in onda dal 5 dicembre 2014 al 6 febbraio 2015 sull'emittente televisiva Agon Channel Italia, con la conduzione di Sabrina Ferilli.

## Il programma
Contratto andava in onda tutti i venerdì sera dalle 21:10 circa su Agon Channel.
In ogni puntata la conduttrice intervistava un personaggio noto per circa un'ora, durante la quale venivano proiettate sul display immagini e video della vita del personaggio. Lo studio si tingeva di rosso per le domande private, di blu per quelle pubbliche.
Entravano in studio alcuni oggetti riguardanti la vita dell'intervistato, che alla fine della trasmissione era tenuto a firmare un contratto simbolico con il pubblico e con tutti i cittadini italiani.
Il primo ospite è stato Walter Veltroni.

## Edizioni
| Edizione | Inizio          | Fine            | Conduzione      |
| -------- | --------------- | --------------- | --------------- |
| 1ª       | 5 dicembre 2014 | 7 febbraio 2015 | Sabrina Ferilli |

## Puntate
| Puntata   | Messa in onda    | Ospiti            |
| --------- | ---------------- | ----------------- |
| 1         | 5 dicembre 2014  | Walter Veltroni   |
| 2         | 12 dicembre 2014 | Stefania Nobile   |
| 3         | 19 dicembre 2014 | Giorgia Meloni    |
| 4         | 26 dicembre 2014 | Giuseppe Civati   |
| 5         | 2 gennaio 2015   | Christian De Sica |
| 6         | 9 gennaio 2015   | Brigitte Nielsen  |
| 7         | 16 gennaio 2015  | Giuliano Ferrara  |
| 8         | 23 gennaio 2015  | Alberto Tomba     |
| 9         | 30 gennaio 2015  | Alda D'Eusanio    |
| 10        | 6 febbraio 2015  | Mehmet Ali Ağca   |
| Il Meglio | 13 febbraio 2015 |                   |

### Puntate speciali condotte da Simona Ventura
| Puntata | Messa in onda  | Ospiti        |
| ------- | -------------- | ------------- |
| 1       | 1 maggio 2015  | Nicole Kidman |
| 2       | 10 maggio 2015 | Edi Rama      |

## Polemiche
Bruno Vespa, all'ADN Kronos, si è dichiarato lusingato per la copia della sua formula del Contratto con gli italiani, inaugurato a Porta a Porta da Silvio Berlusconi:
È stato paragonato, per la presenza di alcuni oggetti relativi all'intervistato, anche al programma Il senso della vita condotto da Paolo Bonolis e Luca Laurenti.